# 藤原経実
藤原 経実（ふじわら の つねざね、治暦4年〈1068年〉 - 天承元年〈1131年〉）は、平安時代後期の公卿。藤原北家、摂政藤原師実の三男。官位は正二位・大納言、贈正一位、太政大臣。二条天皇の外祖父。大炊御門家の祖。

## 経歴
摂関家の子弟として生まれ、順調に立身し、生涯を通じ朝廷の要職を占めた。しかしその一方で、藤原宗忠の日記『中右記』によると、武勇の士を集めての大酒を好み、酔った勢いで近隣に礫を飛ばすという粗暴な一面も持っていたという。
没後、娘・懿子が二条天皇の生母となったため家運が開け、嫡男・経宗は左大臣にまで昇進、その子孫は清華家の一つ、大炊御門家として大いに発展した。

## 官暦
以下、『公卿補任』と『尊卑分脈』の内容に従って記述する。
- 承保2年（1075年）1月7日、叙爵。
- 承暦4年（1080年）2月16日、元服。同年4月6日、侍従に任ぜられ、同年8月には右少将に任ぜられる。
- 承暦5年（1081年）1月、従五位上に昇叙し、備後介を兼ねる。同年12月、正五位下に昇叙。
- 永保2年（1082年）1月7日、従四位下に昇叙。同月には右中将に転じる。
- 永保3年（1083年）1月、従四位上に昇叙。
- 永保4年（1084年）1月22日、正四位下に昇叙。同年6月23日、蔵人頭に任ぜられる。同年12月20日、従三位に叙せられる。
- 寛治2年（1088年）1月19日、正三位に昇叙。同年8月7日、従二位に昇叙。
- 寛治5年（1091年）1月25日、中宮権大夫に任ぜられ、同月28日には参議となる。右中将、中宮権大夫は元の如し。
- 寛治7年（1093年）1月、近江権守を兼ね中宮権大夫を止める。嘉保3年（1096年）1月、権中納言に任ぜられる。
- 承徳2年（1098年）1月、正二位に昇叙。
- 承徳3年（1099年）6月28日、舎兄である関白内大臣藤原師通が薨去。
- 康和2年（1100年）7月17日、中納言に転正。
- 康和3年（1101年）2月13日、前関白太政大臣藤原師実が薨去したため喪に服し、3月15日に復任した。
- 康和4年（1102年）1月、権大納言に任ぜられる。以後、しばらくは正二位行権大納言のまま過ごす。
- 永久3年（1115年）4月28日、大納言に転正。
- 元永3年（1120年）1月28日、按察使を兼ねる。
- 大治元年（1126年）12月、按察使を止める。
- 天承元年（1131年）10月23日[注釈 1]、薨去。

## 系譜
- 父：藤原師実
- 母：藤原基貞の娘
- 妻：藤原通俊の娘（1097婚）
  - 長男：藤原経定（1100? - 1156）
- 妻：藤原顕季の娘（1105婚、1114没[注釈 2]）
- 妻：藤原公実の娘（1082婚[注釈 3]、1104没） - 藤原公実の娘[注釈 4]
  - 二男：藤原隆通
- 妻：藤原公子 - 藤原公実の娘[注釈 5]
  - 四男：藤原経宗（1119-1189）
  - 女子：藤原懿子（1116-1143） - 雅仁親王（後白河天皇）妃、二条天皇母、贈皇太后
- 妻：藤原為子 - 藤原為房の娘（令子内親王女房）
  - 三男：藤原光忠（1115-1171）
- 妻：藤原惟実の娘
  - 男子：藤原先実
- 妻：藤原憲方の娘
- 生母不明の子女
  - 男子：藤原通定
  - 男子：静経（? - 1152）
  - 男子：公性
  - 男子：頼源
  - 男子：覚観